# Czarny punkt

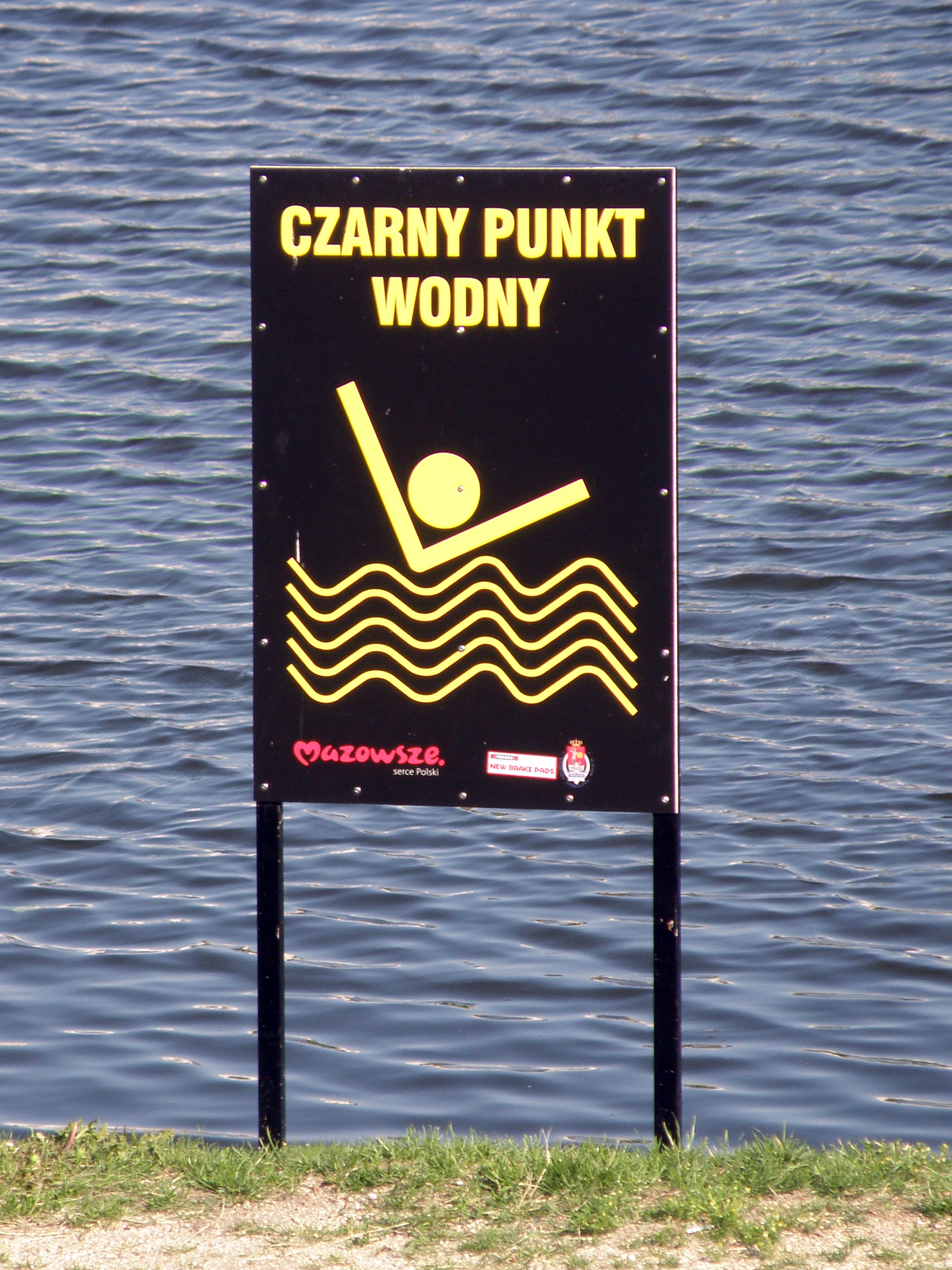
Czarny punkt wodny na Gocławiu w Warszawie

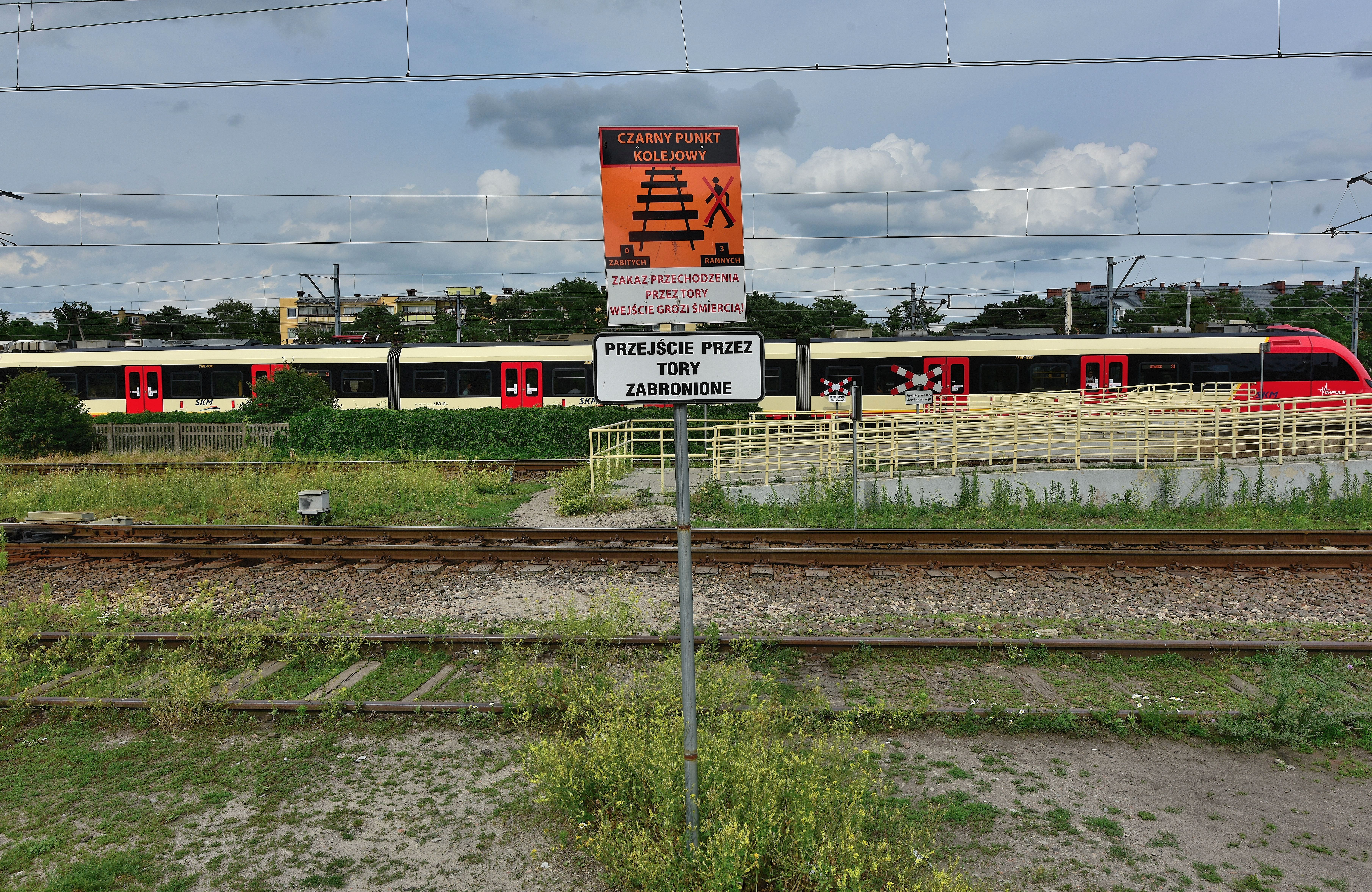
Czarny punkt kolejowy na stacji kolejowej w Otwocku

Oznakowanie czarnego punktu na Litwie

Czarny punkt – miejsce na drodze (albo odcinek drogi), gdzie dochodzi do szczególnie wielu wypadków drogowych. W niektórych krajach na świecie wybrane miejsca oznaczane są specjalnymi znakami drogowymi lub (w tym w Polsce) niekonwencjonalnymi tablicami informacyjnymi. Czarnymi punktami oznaczane są także inne niebezpieczne miejsca, np. przy zbiornikach wodnych oraz przejścia przez tory kolejowe.

## Opis
Generalna Dyrekcja Dróg Krajowych i Autostrad jako kryterium zakwalifikowania odcinka drogi jako „czarny punkt” przyjęła kryterium statystyczne. Jeśli na odcinku drogi wydarzyło się:
- 12 lub więcej wypadków na 1 km drogi w ciągu trzech ostatnich lat,
- 5 lub więcej wypadków na 1 km drogi w jednym z ostatnich trzech lat,

to odcinek ten uznawany jest za szczególnie niebezpieczny.
Akcję oznaczania szczególnie niebezpiecznych miejsc na drogach rozpoczęto w Polsce 7 września 1998 ustawieniem tablic na drodze krajowej nr 2 Świecko – Terespol w okolicach Błonia. Obecnie takich odcinków dróg jest w Polsce około 1600.
W Polsce kilkaset metrów przed takim szczególnie niebezpiecznym miejscem lub odcinkiem drogi ustawiane były duże kwadratowe tablice z wymalowanym symbolem czarnego punktu; na tablicy umieszczona była informacja, ile osób zginęło w tym miejscu, a ile zostało rannych w ciągu ostatnich trzech lat. Dodatkowo w jezdnię wbudowywano wypukłe znaki poziome w postaci linii poprzecznych do osi jezdni, które wywoływały dodatkowe efekty dźwiękowe podczas przejeżdżania przez nie. Tablice te nie należały do zestawu obowiązujących w Polsce znaków, dlatego ustawiane były na koszt sponsorów (m.in. firm ubezpieczeniowych), którzy poniżej żółto-czarnego oznaczenia czarnego punktu najczęściej umieszczali swoją reklamę.
W niektórych innych krajach – m.in. na Litwie i w Serbii – takie miejsca oznaczone są znakami podobnymi do innych znaków ostrzegawczych (tj. na trójkątnej tablicy z wymalowanym dużym czarnym kołem).
Według raportu sporządzonego w marcu 2011 r. co trzeci kierowca w miejscach oznaczonych czarnym punktem przyspiesza, zamiast zwalniać. Zwalnia zaś zaledwie co czwarty. 40% w ogóle nie zwraca uwagi na takie znaki. Badanie przeprowadzono w 50 miejscach oznaczonych czarnymi punktami. Sprawdzono zachowania 56 tysięcy prowadzących pojazdy. Na czarnym punkcie w Brudzowicach (trasa Warszawa – Katowice) aż 85% kierujących przyspieszało. W Wityniu koło Świebodzina (trasa Nowy Tomyśl – Świecko) robiło to 70%. Badania te pokazują, że formuła czarnego punktu wprowadzona przez b. ministra transportu i gospodarki morskiej Eugeniusza Morawskiego wyczerpała się. Dlatego od 2003 r. Generalna Dyrekcja Dróg Krajowych i Autostrad nie stawia już nowych znaków ostrzegawczych. Zamiast tego w 2007 r. uruchomiono program Drogi Zaufania, w którym postawiono na kompleksowe inwestycje w infrastrukturę drogową.